# 清川妙
清川 妙（きよかわ たえ、1921年3月20日 - 2014年11月16日）は、昭和時代後期・平成時代日本の小説家、評論家、随筆家。

## 経歴
山口県防府市生まれ。下関高等女学校（現・山口県立下関南高等学校）を経て奈良女子高等師範学校（現・奈良女子大学）を卒業。教職を経たのち、30代半ばから文筆活動に入る。古典評論、エッセイ、手紙の書き方、映画評論など、多方面にわたる執筆や講演会で活躍した。

## 著書
- 花あんずの詩 集英社 1972 (コバルト・ブックス) のち文庫
- 冬野の虹 集英社 1973 (コバルト・ブックス) のち文庫
- こころはいつもあなたの隣 集英社 1973 (コバルト・ブックス)
- 友情の花輪 集英社 1973 (コバルト・ブックス) のち文庫
- 愛をさがしに 大和書房 1973
- その愛は野の花 集英社 1974 (コバルト・ブックス) のち文庫
- 昼顔の挽歌 集英社 1974 (コバルト・ブックス) のち文庫
- 海と椿のプレリュード 集英社 1975 (コバルト・ブックス) のち文庫
- 愛は美しいランプのひかり 1976 (集英社文庫)
- なでしこの椅子 1977.2 (集英社文庫)
- 花咲く野の恋人たち 1977.10 (集英社文庫コバルト)
- 花びらの心象風景 1977.6 (集英社文庫コバルト)
- ひなげしの肖像 1977.1 (集英社文庫)
- 私はふりむかない 1978.2 (集英社文庫コバルト)
- 花かざりの階段 1978.5 (集英社文庫コバルト)
- 信濃路のひと 初恋のあるスケッチ35立風書房 1979.2
- 万葉恋歌 林静一画 主婦の友社 1979.9「万葉集の恋うた」中経の文庫
- 恋をつむ籠 続万葉恋歌 主婦の友社 1979.11
- 夢の中の丘をのぼって 1979.12 (集英社文庫コバルト)
- 恋の懸け橋 続々万葉恋歌 主婦の友社 1980.2
- ことばの花束 愛・青春・人生（編著）1980.5 (集英社文庫コバルト)
- 聡明な女の文章力 なにをどう書くか 主婦と生活社 1981.1「文章上手になる本」三笠書房知的生きかた文庫
- 小さな花の歌 愛の小説集 1981.2 (集英社文庫)
- 古典に咲く恋の花たち 文化出版局 1983.3
- おんなの心くばり 集英社 1983.2のち三笠書房知的生き方文庫
- おんなの心くばり歳時記 主婦と生活社 1984.2
- 幸福を編むこころ模様 海竜社 1985.7
- 喜び上手の心ノート 海竜社 1986.9
- 清川妙の万葉集 集英社 1986.2 (わたしの古典) のち文庫
- すてきな手紙 書く楽しみ・もらう楽しみ 主婦と生活社 1987.6
- おんなの作法 三笠書房 1987.10
- 愛を伝えたい 『古典の女』の恋はキラキラまぶしい 大和書房 1988.12
- 人生を恋した女たち 歴史をきらめかせた12人 主婦と生活社 1988.11
- 愛の育てかた・あたためかた 大和書房 1989.4
- 心を伝える短い手紙 主婦の友社 1989.12
- 美しく生きる女の心ノート 海竜社 1990.1
- しあわせの栞 主婦と生活社 1991.9
- 一〇〇〇年、恋はかわらない 恋人たちのノート アルトマン・出版部 1991.9
- 心をつなぐやさしい手紙 主婦の友社 1992.3
- 今日が一番すてきな日 海竜社 1992.10
- 花笑みのことば 佼成出版社 1993.10「ほほ笑みのある暮らし」中経の文庫
- 名作のヒロイン 真実の愛をつらぬいた女たち 同文書院 1993.12 (アテナ選書
- 心に響くはじめての手紙 主婦の友社 1994.2「いまさら聞けない手紙の基礎とマナー」
- 幸せな自分に出会うために いのち光らせて今を生きる 海竜社 1994.10
- 名画で恋のレッスン こころのシネマ・ガイド 清流出版 1995.9
- すてきに老いゆく 主婦と生活社 1995.5「清川妙のすてきに年を重ねたい」あすなろ書房
- お手紙とっておき文例集 真心を伝えるマナーと基本 小学館 1996.3
- 古典に読む恋の心理学 清流出版 1996.1
- 一人を生きる才能 しあわせ感覚の磨きかた 海竜社 1997.2
- 心をむすぶ美しい手紙 暮らしを愉しむ・出会いを深める 海竜社 1998.8
- さあ、勇気を出してごらん 自分の「いいところ」を見つけるヒント 大和出版 1998.6
- いつの日の自分も好き あすなろ書房 1999.7
- ひとりになってからの生きがい 夫と子の死をのりこえて 講談社 2000.7
- 葉書はサッと書く 2000.12 (講談社+α新書)
- ていねいに今を輝いて生きる あすなろ書房 2001.6
- 万葉集花語り 小学館 2001.10
- 出会いのときめき 花、旅、本、愛する人たち 清流出版 2002.10
- 人生をたのしむ言葉 清川妙の古典授業 海竜社 2003.2
- 清川妙のあなたも手紙上手になれる 主婦の友社 2003.12
- 花明かりのことば 佼成出版社 2003.12
- うつくしきもの枕草子 学び直しの古典 小学館 2004.4
- 心はいつも育ちざかり あすなろ書房 2005.2
- わが心の大伴家持 雄飛企画 2006.1
- 八十四歳。英語、イギリス、ひとり旅 小学館 2006.3
- 学んで楽しんで86歳、こころ若く生きる あすなろ書房 2007.6
- 今日から自分磨き 楽しみながら、すこしずつ 清流出版 2008.2
- おてんば八十八歳。喜び上手の生きかたノート 海竜社 2009.5
- 妙ちゃんが行く! 本・ひとり旅・おいしい時間のお福分け すばる舎 2010.3
- 兼好さんの遺言 徒然草が教えてくれる わたしたちの生きかた 小学館 2011.3
- 乙女の古典　中経出版　中経の文庫　2011/4/27
- 九十歳。生きる喜び学ぶ楽しみ 海竜社 2011/7/1
- 心ときめきするもの―学び直しの古典　新日本出版社　2012/3/1
- 清川妙 91歳の人生塾　小学館　2012/8/24
- 清川妙の手紙ものがたり　清流出版　2012/10/12
- 「なりたい自分」を夢みて―清川妙が少女小説を読む 筑摩書房　ちくま文庫　2012/12/1
- 古事記の恋　いきいき　新書　2012/12/6
- 清川妙 91歳 育ちざかり―幸せをつかむ「笑顔」の魔法　主婦の友社　2012/12/7
- 清川妙のひとり暮らしを輝かす 河出書房新社　2013/2/20
- あなたを変える枕草子　小学館　2013/2/25
- 心の色 ことばの光―学び直しの古典〈2〉　新日本出版社　2013/10/1
- 人生のお福分け　集英社　2014/1/6　のち　集英社文庫　2017/1/20
- 年を重ねて知る人生の深い喜び　海竜社　2014/10/11
- 楽しき日々に―学び直しの古典〈3〉　新日本出版社　2015/5/16

### 共著
- おばあちゃんと孫の心を結ぶ50通の手紙 書くことは人生を愛すること 佐竹まどか ポプラ社 2003.11
- 八十歳をすぎてわかってきた人生の大切なこと 吉沢久子 海竜社 2004.9
- 生き方の知恵 吉沢久子 海竜社 2006.1
- 八十八歳と八十五歳。 ひとりを楽しむ手紙友達、食べ友達 吉沢久子 海竜社 2007.1
- つらい時、いつも古典に救われた　編：早川茉莉、筑摩書房　ちくま文庫　2012/2/1

### 作詞
- 山口県民の歌（2代目、作曲：大村能章）[1]
- 山口県立山口高等学校校歌（作曲：石井洋之助）
- 防府市立大道小学校校歌（作曲：弘中策）